# Harout Pamboukjian
Harout Pamboukjian (armeniska: Հարութ Բամպուքճեան) är en armenisk/amerikansk popsångare. 
Han är född 1950 i Jerevan i Armenien. Han lämnade Armenien 1975 och bosatte sig då i Libanon. Efter bara ett år där, flyttade han till Los Angeles, USA. 
Han är känd för att sjunga armeniska folkvisor, som ibland handlar om det Armeniska folkmordet. Han har även startat ett band som heter Erebouni. 
Nedan följer några av hans mest kända låtar och deras ungefärliga svenska översättning:
- Asmar Aghchig (Den mörkhyade flickan)
- Zokanch (Svärmodern)
- Msho Aghchig (Flickan från Mush)
- Msho Dashter (Fälten i Mush)
- Hye Kacher (Modiga armenier)
- 50 Daree (50 år)
- Hey, Jan Ghapama (Hej, Jan Ghapama)
- Julietta (Julietta)